# Ben Davies (football, 1993)
Pour les articles homonymes, voir Ben Davies et Davies.
Benjamin Thomas Davies, né le 24 avril 1993 à Neath au pays de Galles, est un footballeur international gallois qui évolue au poste de défenseur à Tottenham Hotspur.

## Biographie

### En club
Au début de la saison 2012-2013, l'entraîneur des Swans Michael Laudrup avoue envisager de faire jouer le jeune Davies en Premier League.
Davies signe un nouveau contrat de 3 ans et demi avec son club le 23 novembre 2012.
Le 19 janvier 2013, il marque son premier but avec Swansea contre Stoke City lors de la victoire 3-1 des siens.
Le 24 février 2013, il remporte la League Cup avec Swansea City contre Bradford City.
Le 23 juillet 2014, il signe un contrat de cinq ans pour Tottenham .
Avec Tottenham, Ben Davies découvre la Ligue des champions, jouant son premier match dans la compétition le 14 septembre 2016, lors de la phase de groupe contre l'AS Monaco. Il est titulaire et son équipe s'incline à Wembley sur le score de deux buts à un.

### En sélection
En octobre 2012, Ben Davies est convoqué par le sélectionneur gallois Chris Coleman pour une rencontre en éliminatoires de la Coupe du monde 2014 face à l'Écosse quelques semaines seulement après ses premières apparitions sous le maillot de Swansea City. Titularisé le 12 octobre, il joue l'intégralité de la rencontre qui voit une victoire difficile des Gallois (2 buts à 1).
Ce match, joué dans un contexte où le sélectionneur était fragilisé après une série de défaites consécutives, amène Davies à exprimer son désir de voir Coleman poursuivre sa mission à la tête de la sélection galloise : « J'espère qu'il va rester longtemps pendant que l'équipe s'améliore », déclare-t-il.
Le 9 novembre 2022, il est sélectionné par Rob Page pour participer à la Coupe du monde 2022.

## Statistiques
| Saison                | Club                  | Championnat           | Championnat | Championnat | Coupe nationale | Coupe nationale | Coupe de la Ligue | Coupe de la Ligue | Compétition(s) continentale(s) | Compétition(s) continentale(s) | Compétition(s) continentale(s) | Pays de Galles | Pays de Galles | Total | Total |
| Saison                | Club                  | Division              | M.          | B.          | M.              | B.              | M.                | B.                | Comp.                          | M.                             | B.                             | M.             | B.             | M.    | B.    |
| 2012-2013             | Swansea City          | Premier League        | 37          | 1           | 1               | 0               | 6                 | 0                 | -                              | -                              | -                              | 5              | 0              | 49    | 1     |
| 2013-2014             | Swansea City          | Premier League        | 34          | 2           | -               | -               | -                 | -                 | C3                             | 7                              | 0                              | 5              | 0              | 46    | 2     |
| Sous-total            | Sous-total            | Sous-total            | 71          | 3           | 1               | 0               | 6                 | 0                 | -                              | 7                              | 0                              | 10             | 0              | 95    | 3     |
| 2014-2015             | Tottenham Hotspur     | Premier League        | 14          | 0           | 2               | 0               | 4                 | 0                 | C3                             | 9                              | 0                              | 3              | 0              | 32    | 0     |
| 2015-2016             | Tottenham Hotspur     | Premier League        | 17          | 0           | 2               | 0               | -                 | -                 | C3                             | 8                              | 0                              | 11             | 0              | 38    | 0     |
| 2016-2017             | Tottenham Hotspur     | Premier League        | 23          | 1           | 4               | 1               | 2                 | 0                 | C1+C3                          | 3+2                            | 0                              | 6              | 0              | 40    | 2     |
| 2017-2018             | Tottenham Hotspur     | Premier League        | 29          | 2           | 3               | 0               | 1                 | 0                 | C1                             | 5                              | 0                              | 9              | 0              | 47    | 2     |
| 2018-2019             | Tottenham Hotspur     | Premier League        | 27          | 0           | 1               | 0               | 3                 | 0                 | C1                             | 9                              | 0                              | 7              | 0              | 47    | 0     |
| 2019-2020             | Tottenham Hotspur     | Premier League        | 18          | 0           | -               | -               | 1                 | 0                 | C1                             | 3                              | 0                              | 6              | 0              | 28    | 0     |
| 2020-2021             | Tottenham Hotspur     | Premier League        | 20          | 0           | 3               | 0               | 2                 | 1                 | C3                             | 13                             | 0                              | 12             | 0              | 50    | 1     |
| 2021-2022             | Tottenham Hotspur     | Premier League        | 29          | 1           | 3               | 0               | 5                 | 0                 | C4                             | 6                              | 0                              | 11             | 1              | 54    | 2     |
| 2022-2023             | Tottenham Hotspur     | Premier League        | 31          | 2           | 2               | 0               | -                 | -                 | C1                             | 7                              | 0                              | 3              | 0              | 43    | 2     |
| 2023-2024             | Tottenham Hotspur     | Premier League        | 17          | 1           | 1               | 0               | 1                 | 0                 | -                              | -                              | -                              | 8              | 1              | 27    | 2     |
| 2024-2025             | Tottenham Hotspur     | Premier League        | 17          | 0           | -               | -               | 3                 | 0                 | C3                             | 8                              | 0                              | 10             | 1              | 38    | 1     |
| Sous-total            | Sous-total            | Sous-total            | 242         | 7           | 21              | 1               | 22                | 1                 | -                              | 73                             | 0                              | 86             | 3              | 444   | 12    |
| Total sur la carrière | Total sur la carrière | Total sur la carrière | 313         | 10          | 22              | 1               | 28                | 1                 | -                              | 80                             | 0                              | 96             | 3              | 539   | 15    |

## Palmarès

### En club
- Swansea City
  - Vainqueur de la Coupe de la Ligue anglaise en 2013.

- Tottenham Hotspur
  - Vainqueur de la Ligue Europa en 2025.
  - Finaliste de la Ligue des champions en 2019.
  - Vice-champion d'Angleterre en 2017.